# Phước Ninh (Quảng Nam)
Phước Ninh is een xã in het district Nông Sơn, een van de districten in de Vietnamese provincie Quảng Nam. Phước Ninh heeft ruim 3500 inwoners op een oppervlakte van 122,28 km².
Phước Ninh ligt in het noordwesten van de huyện en grenst in westen aan de huyện Nam Giang en in het noorden aan Đại Lộc. Phước Ninh ligt op de linker oever van de Thu Bồn.